# دانشکده دام‌پزشکی دانشگاه لیژ
دانشکده دامپزشکی دانشگاه لیژ (به لاتین: Faculty of Veterinary Medicine) یک دانشگاه دولتی در بلژیک است که در شهر بروکسل واقع شده‌است.